# ドイツの新聞の一覧
ドイツの新聞一覧（ドイツのしんぶんいちらん）では、ドイツで発行される新聞を挙げる。
ドイツの日刊紙の総発行部数は2006年時点で約2,130万部。他の欧州諸国同様、高級紙と大衆紙のタブロイド紙に分かれる。高級紙は発行部数が少ない。
広く知られている新聞は、高級紙では『フランクフルター・アルゲマイネ・ツァイトゥング』や『南ドイツ新聞』などがあり、タブロイド紙ではビルトなどがあって、ドイツ全土で販売される。その他、地方ごとに地方紙が存在する。ドイツでは日本同様、全国紙よりも地方紙を読む家庭が多いので、地方紙の需要も高い。
発行部数は南ドイツ新聞が約44万部、フランクフルター・アルゲマイネ・ツァイトゥング紙が約36万部、ビルトが約344万部である（いずれも2006年）。

## 全国紙
- フランクフルター・アルゲマイネ・ツァイトゥング（中道右派）
- ディ・ヴェルト（保守）
- ディー・ツァイト（中道左派、週刊紙）
- 南ドイツ新聞（中道左派）
- フィナンシャル・タイムズ
- ビルト（タブロイド紙、発行部数ドイツ最大）
- ハンデルスブラット（経済紙）
- ノイエス・ドイチュラント（左翼、元ドイツ社会主義統一党機関紙）

## 地方紙
- ミュンヘナー・メルクーア (Münchner Merkur) ミュンヘンを中心にした新聞。約18万〜20万部
- ベルリーナー・モルゲンポスト (Berliner Morgenpost)
- フランクフルター・ルントシャウ (Frankfurter Rundschau)
- ハンブルガー・アーベントブラット (Hamburger Abendblatt)
- ライニッシャー・メルクーア (Rheinischer Merkur)
- シュトゥットガルター・ツァイトゥング (Stuttgarter Zeitung)
- ヴェストドイチェ・アルゲマイネ・ツァイトゥング (Westdeutsche Allgemeine Zeitung)

## かつて存在した新聞
- 独逸普通新聞（英語版）、1861年-1945年。翻訳記事が独逸学協会『独逸学協会雑誌』に紹介されていた。